# 赤とんぼ (テレビドラマ)
赤とんぼ（あかとんぼ）は、1978年2月20日から4月14日まで、フジテレビ系列の『お昼のテレビ小説』で放送された東海テレビ・日本現代企画製作のテレビドラマ。全40話。
元々は月曜日から金曜日13:30 - 14:00の『東海テレビ制作昼の帯ドラマ』枠で1977年4月より放送される予定だったが、同枠の1976年10月開始の「あかんたれ」の大ヒットによる延長や、それに伴う枠の路線変更により延期し、緊急措置として本来はフジテレビ制作のこの枠で放送された。

## ストーリー
夫と二人、ベーカリーショップを営む木島和子は、交通事故でまだ乳児の娘を失い、自分の過失に起因するものとして自らを責める日々を送っていたが、それがトラウマとなってベビー用品をスーパーで万引きしてしまう。ところが、それをある男子大学生に目撃され、関係を迫られる。その学生は、実は夫・勉のところにも出入りする小村哲夫であった。執拗に迫る哲夫に、遂に和子は哲夫と関係を持ってしまうが、関係を続けるうち、和子の心境は、やがて哲夫に･･･。

## 出演
- 木島和子：榊原るみ
- 木島勉：山本学
- 小村哲夫：佐藤仁哉
- 佐伯：福崎和宏
- 秋子：池田和歌子
- 晴美：田川いづみ
- 修：和崎俊哉
- 小村文子：富山真沙子
- 田口末子：新井麗子
- ナレーター：松本典子

## スタッフ
- 企画：出原弘之
- プロデューサー：小久保章一郎、田中常久
- 脚本：下飯坂菊馬、永井素夫
- 音楽：たかしまあきひこ
- 撮影：原秀夫
- 助監督：村石宏實
- きりえ：林家一楽
- 監督：斎村和彦、松生秀二[1]、平松弘至
- 制作：日本現代企画／東海テレビ